# Ambjörnarps socken
Ambjörnarps socken i Västergötland ingick i Kinds härad, ingår sedan 1971 i Tranemo kommun och motsvarar från 2016 Ambjörnarps distrikt.
Socknens areal är 75,20 kvadratkilometer varav 68,68 land. År 2000 fanns här 540 invånare.  Tätorten Ambjörnarp med sockenkyrkan Ambjörnarps kyrka ligger i socknen. 

## Administrativ historik
Socknen har medeltida ursprung. 
Vid kommunreformen 1862 övergick socknens ansvar för de kyrkliga frågorna till Ambjörnarps församling och för de borgerliga frågorna bildades Ambjörnarps landskommun. Landskommunen uppgick 1952 i Tranemo landskommun som 1971 ombildades till Tranemo kommun. Församlingen uppgick 2014 i Tranemo församling.
1 januari 2016 inrättades distriktet Ambjörnarp, med samma omfattning som församlingen hade 1999/2000.  
Socknen har tillhört län, fögderier, tingslag och domsagor enligt vad som beskrivs i artikeln Kinds härad. De indelta soldaterna tillhörde Älvsborgs regemente, Södra Kinds kompani.

## Geografi
Ambjörnarps socken ligger nordväst om Gislaved kring Sjötoftaån och sjön Visen. Socknen är en sjörik skogsbygd.
Området genomkorsades förr av järnvägen mellan Limmared och Landeryd, den så kallade Västra centralbanan. 
I norr gränsar socknen mot ursprungliga Tranemo socken. I öster ligger Mossebo socken, i söder Sjötofta socken och i väster ligger Örsås socken.
1923 hade socknen 870 invånare och hade 468 hektar åker. Cirka 60 % av ytan täcktes av skogsmark.

## Fornlämningar
Från bronsåldern finns gravrösen. Från järnåldern finns gravar, stensättningar och domarringar.

## Namnet
Namnet skrevs 1540 Anbiörnatorp och kommer från en gård vid kyrkan. Namnet innehåller mansnamnet Ambjörn och torp, 'nybygge'.